# Leucospis coxalis
Leucospis coxalis är en stekelart som beskrevs av Kirby 1885. Leucospis coxalis ingår i släktet Leucospis och familjen Leucospidae. Inga underarter finns listade i Catalogue of Life.